# Cratere Lugalmeslam
Lugalmeslam è un cratere sulla superficie di Ganimede.